# أبطال الدراجات النارية
أبطال الدراجات النارية مسلسل رسوم متحركة أمريكي من إنتاج شركة حنا وباربيرا . تم عرض المسلسل لأول مره في 7 سبتمبر 1974 واستمر عرضه حتى 21 ديسمبر 1974 . تمت دبلجة المسلسل للعربية .

## وصلات خارجية
- أبطال الدراجات النارية على موقع IMDb (الإنجليزية)
- أبطال الدراجات النارية على موقع قاعدة بيانات الفيلم (الإنجليزية)
- Devlin at تي في.كوم